# Vienna (Virgínia de l'Oest)
Vienna és una població dels Estats Units a l'estat de Virgínia de l'Oest. Segons el cens del 2000 tenia 10.861 habitants.

## Demografia
Segons el cens del 2000, Vienna tenia 10.861 habitants, 4.733 habitatges, i 3.152 famílies. La densitat de població era de 1.118,3 habitants per km².
Dels 4.733 habitatges en un 26,5% hi vivien nens de menys de 18 anys, en un 55,3% hi vivien parelles casades, en un 9,1% dones solteres, i en un 33,4% no eren unitats familiars. En el 30,3% dels habitatges hi vivien persones soles el 14,8% de les quals corresponia a persones de 65 anys o més que vivien soles. El nombre mitjà de persones vivint en cada habitatge era de 2,29 i el nombre mitjà de persones que vivien en cada família era de 2,84.
Per edats la població es repartia de la següent manera: un 21,2% tenia menys de 18 anys, un 7% entre 18 i 24, un 25,3% entre 25 i 44, un 27,4% de 45 a 60 i un 19,1% 65 anys o més.
L'edat mediana era de 43 anys. Per cada 100 dones de 18 o més anys hi havia 83,5 homes.
La renda mediana per habitatge era de 39.220 $ i la renda mediana per família de 49.477 $. Els homes tenien una renda mediana de 41.779 $ mentre que les dones 25.122 $. La renda per capita de la població era de 24.452 $. Entorn del 5,3% de les famílies i el 7,7% de la població estaven per davall del llindar de pobresa.

## Poblacions més properes
El següent diagrama mostra les poblacions més properes.